# Communauté de communes de la vallée de l'Estéron
 (mars 2013).
Si vous disposez d'ouvrages ou d'articles de référence ou si vous connaissez des sites web de qualité traitant du thème abordé ici, merci de compléter l'article en donnant les références utiles à sa vérifiabilité et en les liant à la section « Notes et références ».
La communauté de communes de la vallée de l'Estéron est une ancienne structure intercommunale regroupant dix communes de la vallée de l'Estéron dans les Alpes-Maritimes. Son siège se trouvait à Gilette. Créée en 2000, elle disparaît le 31 décembre 2013.

## Histoire
La communauté de communes de la vallée de l'Estéron a été créée en 2000. Le nouveau schéma départemental de coopération intercommunale, mis en place le 1er janvier 2014, aboutit à sa disparition. Sept de ses communes membres joignent la nouvelle communauté de communes des Alpes d'Azur, alors que Bonson et Gilette sont rattachées à la métropole Nice Côte d'Azur, et que Roquestéron-Grasse intègre la communauté d'agglomération de Sophia Antipolis.

### Président
| Nom | Nom                  | Parti | Début | Fin              | Autres mandats                                                |
| --- | -------------------- | ----- | ----- | ---------------- | ------------------------------------------------------------- |
|     | Dr Pierre-Guy Morani | UMP   | 2000  | 31 décembre 2013 | Maire de Gilette, conseiller général du canton de Roquestéron |

## Composition
- Bonson
- Cuébris
- Gilette
- Pierrefeu
- Revest-les-Roches
- Roquesteron
- Roquestéron-Grasse
- Sigale
- Toudon
- Tourette-du-Château